# Liste der Naturschutzgebiete im Landkreis Schweinfurt
Im Landkreis Schweinfurt gibt es 20 Naturschutzgebiete.  Zusammen nehmen sie eine Fläche von 1166 Hektar ein. Das größte Naturschutzgebiet ist das 1994 eingerichtete Naturschutzgebiet Hörnauer Wald.
| Name                                             | Bild | Kennung                   | Kreis                                     | Einzelheiten                                                   | Position | Fläche Hektar | Datum |
| ------------------------------------------------ | ---- | ------------------------- | ----------------------------------------- | -------------------------------------------------------------- | -------- | ------------- | ----- |
| Alter Main bei Bergrheinfeld und Grafenrheinfeld |      | NSG-00367.01 WDPA: 162114 | Landkreis Schweinfurt                     | Bergrheinfeld, Grafenrheinfeld                                 | ⊙        | 20,98         | 1990  |
| Dolinen im Mahlholz                              |      | NSG-00405.01 WDPA: 162770 | Landkreis Schweinfurt                     | Gerolzhofen                                                    | ⊙        | 31,39         | 1980  |
| Elmuß                                            |      | NSG-00121.01 WDPA: 81602  | Landkreis Schweinfurt                     | Grafenrheinfeld                                                | ⊙        | 44,71         | 2001  |
| Erweiterung des Vogelschutzgebietes Garstadt     |      | NSG-00608.01 WDPA: 318373 | Landkreis Schweinfurt                     | Röthlein, Grafenrheinfeld, Bergrheinfeld                       | ⊙        | 83,19         | 2001  |
| Garstadter Holz                                  |      | NSG-00165.01 WDPA: 81714  | Landkreis Schweinfurt                     |                                                                | ⊙        | 51,65         | 1982  |
| Hausener Talhänge                                |      | NSG-00625.01 WDPA: 318512 | Landkreis Schweinfurt                     |                                                                | ⊙        | 145,72        | 2002  |
| Hörnauer Wald                                    |      | NSG-00464.01 WDPA: 163796 | Landkreis Schweinfurt                     | Frankenwinheim, Sulzheim, Gerolzhofen                          | ⊙        | 180,52        | 1994  |
| Naturwaldreservat Wildacker                      |      | NSG-00602.01 WDPA: 318842 | Landkreis Schweinfurt                     |                                                                | ⊙        | 15,48         | 2001  |
| Naturwaldreservat Zwerchstück                    |      | NSG-00545.01 WDPA: 318871 | Landkreis Schweinfurt                     |                                                                | ⊙        | 28,46         | 1998  |
| Riedholz und Grettstädter Wiesen                 |      | NSG-00576.01 WDPA: 82413  | Landkreis Schweinfurt                     | Schwebheim, Kolitzheim, Grettstadt                             | ⊙        | 119,12        | 2000  |
| Schleifwiesen und Nußloch bei Lindach            |      | NSG-00264.01 WDPA: 165409 | Landkreis Schweinfurt                     |                                                                | ⊙        | 15,54         | 1985  |
| Spitalgrund-Oberes Volkachtal                    |      | NSG-00260.01 WDPA: 165614 | Landkreis Schweinfurt                     | Michelau im Steigerwald, Hundelshausen (gemeindefreies Gebiet) | ⊙        | 41,89         | 1985  |
| Sulzheimer Gipshügel                             |      | NSG-00118.01 WDPA: 82676  | Landkreis Schweinfurt                     | Sulzheim                                                       | ⊙        | 8,31          | 1979  |
| Talhänge der Lauer bei Stadtlauringen            |      | NSG-00410.01 WDPA: 165820 | Landkreis Schweinfurt                     | Stadtlauringen                                                 | ⊙        | 93,33         | 1992  |
| Spitalholz bei Gochsheim                         |      | NSG-00553.01 WDPA: 319125 | Landkreis Schweinfurt                     | Gochsheim                                                      | ⊙        | 25,88         | 1998  |
| Vogelschutzgebiet Alter und Neuer See            |      | NSG-00192.01 WDPA: 82816  | Landkreis Schweinfurt                     |                                                                | ⊙        | 38,47         | 1983  |
| Vogelschutzgebiet Garstadt                       |      | NSG-00329.01 WDPA: 166084 | Landkreis Schweinfurt                     |                                                                | ⊙        | 48,42         | 1988  |
| Weilersbachtal                                   |      | NSG-00499.01 WDPA: 166218 | Landkreis Haßberge, Landkreis Schweinfurt | Landkreis Haßberge: 57,15 ha Landkreis Schweinfurt: 36,6 ha    | ⊙        | 93,75         | 1995  |
| Wernaue bei Ettleben                             |      | NSG-00307.01 WDPA: 166249 | Landkreis Schweinfurt                     |                                                                | ⊙        | 7,57          | 1987  |
| Wipfelder Mainaue bei St. Ludwig                 |      | NSG-00485.01 WDPA: 166335 | Landkreis Schweinfurt                     |                                                                | ⊙        | 72,84         | 1994  |
| Legende für Naturschutzgebiet                    |      |                           |                                           |                                                                |          |               |       |